# Orientita
L'orientita és un mineral de la classe dels silicats. Va rebre el seu nom l'any 1921 per Donnel Foster Hewett i Earl Vincent Shannon per la seva localitat tipus, la província d'Oriente (Cuba), la qual es va dividir l'any 1976 en sis províncies.

## Característiques
L'orientita és un sorosilicat de fórmula química Ca₈Mn103+(SiO₄)₃(Si₃O10)₃(OH)10·4H₂O. Cristal·litza en el sistema ortoròmbic. La seva duresa a l'escala de Mohs es troba entre 4 i 5.
Segons la classificació de Nickel-Strunz, l'orientita pertany a «09.BJ: Estructures de sorosilicats amb anions Si₃O10, Si₄O11, etc.; cations en coordinació octaèdrica [6] i major coordinació» juntament amb els següents minerals: rosenhahnita, trabzonita, thalenita-(Y), fluorthalenita-(Y), tiragal·loïta, medaïta, ruizita, ardennita-(As), ardennita-(V), kilchoanita, kornerupina, prismatina, zunyita, hubeïta i cassagnaïta.

## Formació i jaciments
Va ser descoberta l'any 1921 al districte de Firmeza, a la província de Santiago de Cuba (Cuba), on sol trobar-se associada a altres minerals com: todorokita, manganita, pirolusita, neotocita, barita, quars i calcita.